# Кастелло-ді-Серравалле
Кастелло-ді-Серравалле (італ. Castello di Serravalle) — колишній муніципалітет в Італії, у регіоні Емілія-Романья, метрополійне місто Болонья. З 1 січня 2014 року Кастелло-ді-Серравалле є частиною новоствореного муніципалітету Вальзамоджа.
Кастелло-ді-Серравалле розташоване на відстані близько 310 км на північний захід від Рима, 26 км на захід від Болоньї.
Населення — 4841 особа (2012).
Щорічний фестиваль відбувається 23 липня. Покровитель — Sant'Apollinare.

## Демографія
Населення за роками:

Станом на 31 грудня 2010 року в муніципалітеті офіційно проживали 522 іноземці з 42 країн, серед них 138 громадян країн Євросоюзу та 22 громадяни України.

## Сусідні муніципалітети
- Гуїлья
- Монте-Сан-П'єтро
- Монтевельйо
- Савіньяно-суль-Панаро
- Савіньо
- Цокка